# Barn Bluff
Barn Bluff es una montaña situada en el Parque nacional Cradle Mountain-Lake St Clair en las Tierras Altas Centrales de Tasmania en la unión de los puntos más orientales de los ríos Murchison y Mackintosh. 
Con una altitud de 1559 m es la cuarta cima de Tasmania, superando en 14 metros a la popular montaña Cradle.
Suele estar cubierta de nieve, en ocasiones incluso en verano. Es una de los símbolos del parque dado que se puede observar desde cualquier sitio y destaca en solitario, lejos de otros picos. Barn Bluff es popular entre los escaladores y caminantes.